# Heliga apostlarna Petrus och Paulus kyrka, Torneå
Heliga apostlarna Petrus och Paulus kyrka, (finska: Apostolien Pietarin ja Paavalin kirkko Torniossa) eller Torneås ortodoxa kyrka, (Tornion ortodoksinen kirkko) är en finsk-ortodox kyrkobyggnad belägen vid Lukiokatu 1, i den centrala delen av staden Torneå i landskapet Lappland, i norra Finland.
Kyrkan är helgad åt apostlarna Petrus och Paulus och tillhör Uleåborgs ortodoxa församling.

## Historia
Heliga apostlarna Petrus och Paulus kyrka i Torneå byggdes år 1884 för de lokala ryska gränsbevakningstrupperna i Torneå, eftersom Finland tillhörde Kejsardömet Ryssland.
1911 skadades kyrkan i en brand och var inte aktiv under det året, men den återinvigdes 1915.
1918 beslagtog den finska staten kyrkan och använde den som ett ställe för krigsbyte.1925 fattades ett beslut om att byggnaden skulle användas som museum.
1956 flyttades byggnaden från sin nuvarande plats till närheten av Finlands gräns mot Sverige.
Mellan 1970 och 1980 var byggnaden ett bönehus använt av Pingstkyrkan. Kyrkan restaurerades 1985 och har varit aktiv som ortodox kyrka sedan 1987.
2021 målades kyrkan om.

## Bilder

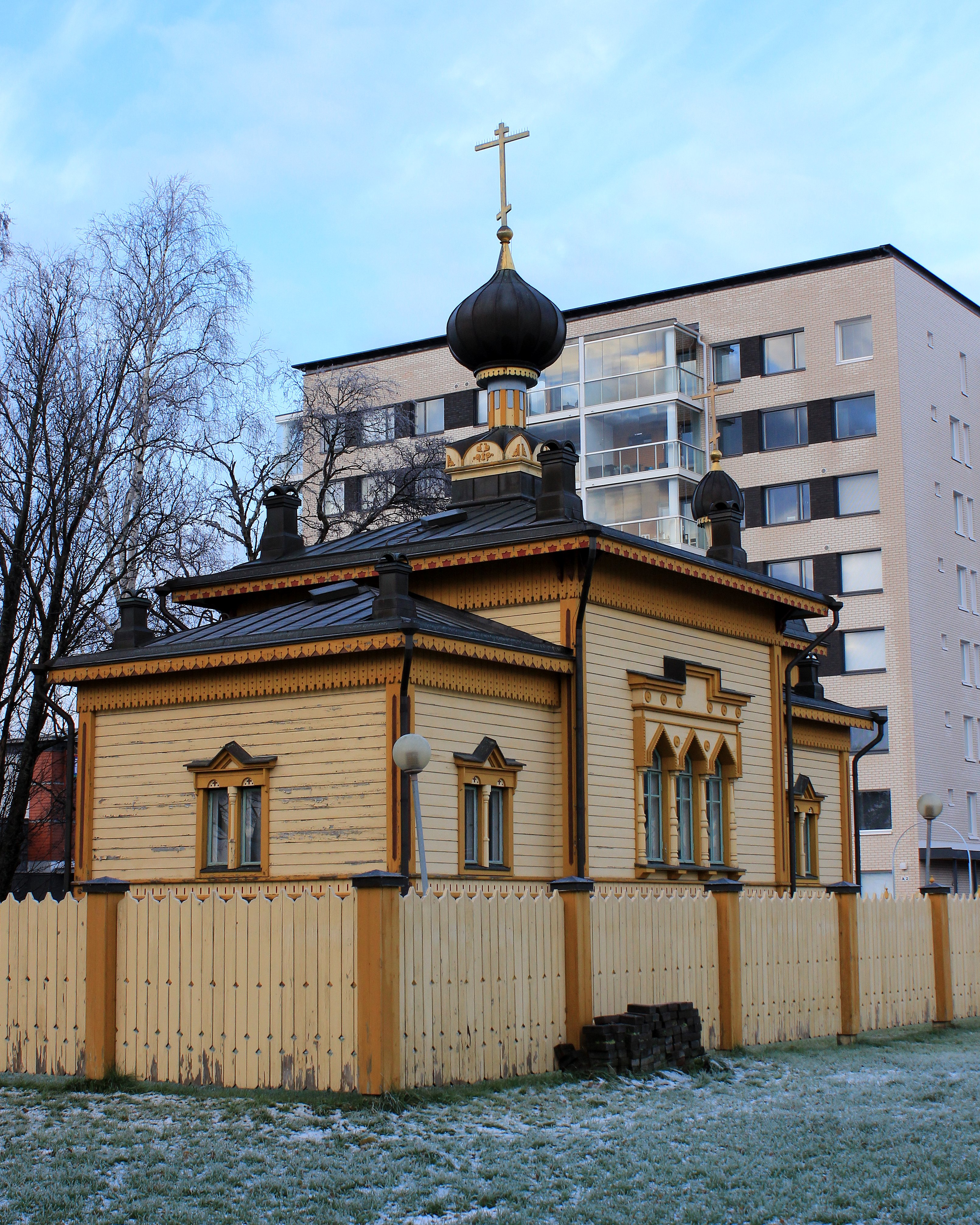
Baksidan
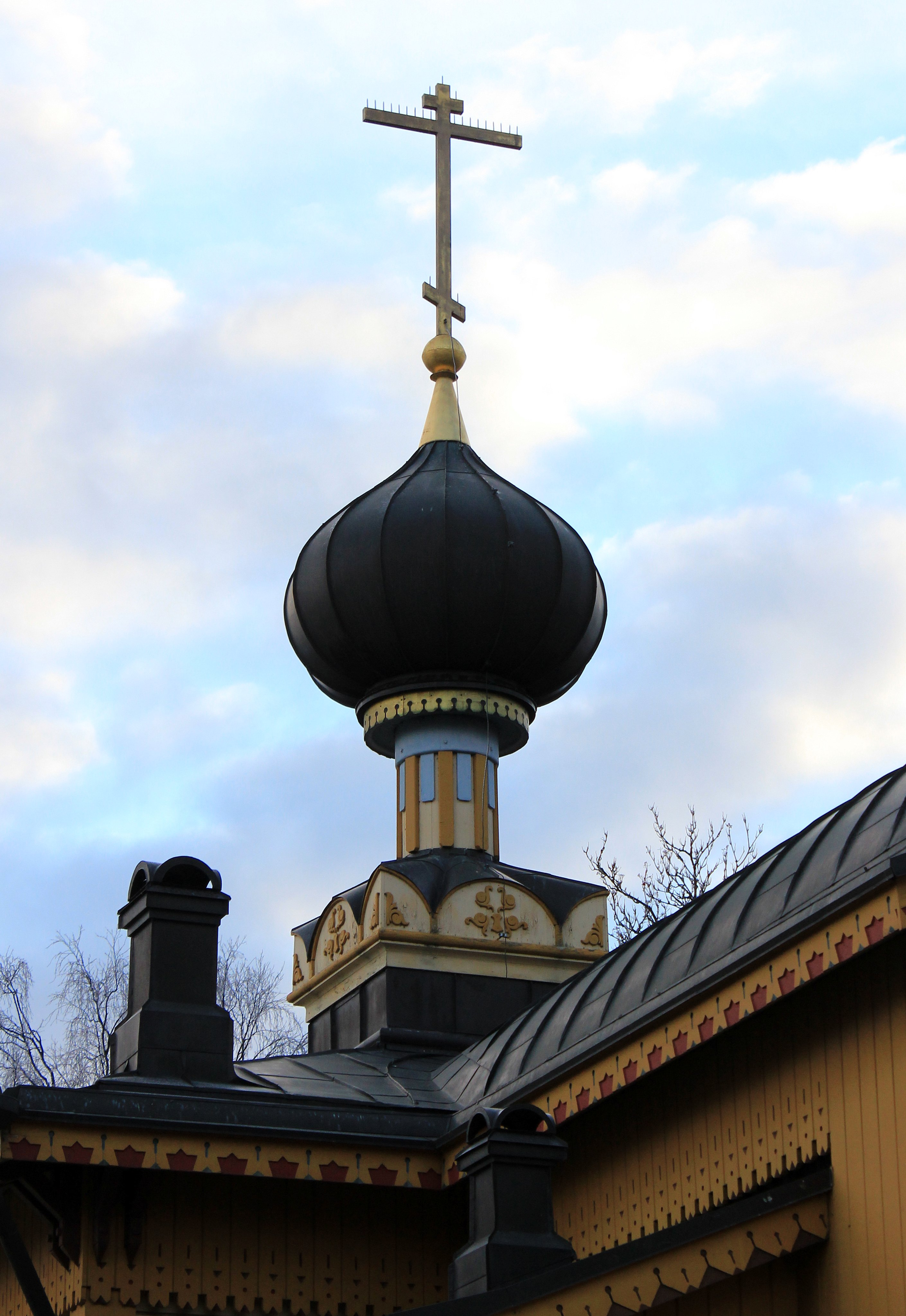
En av kupolerna med ett ortodoxt kors på.
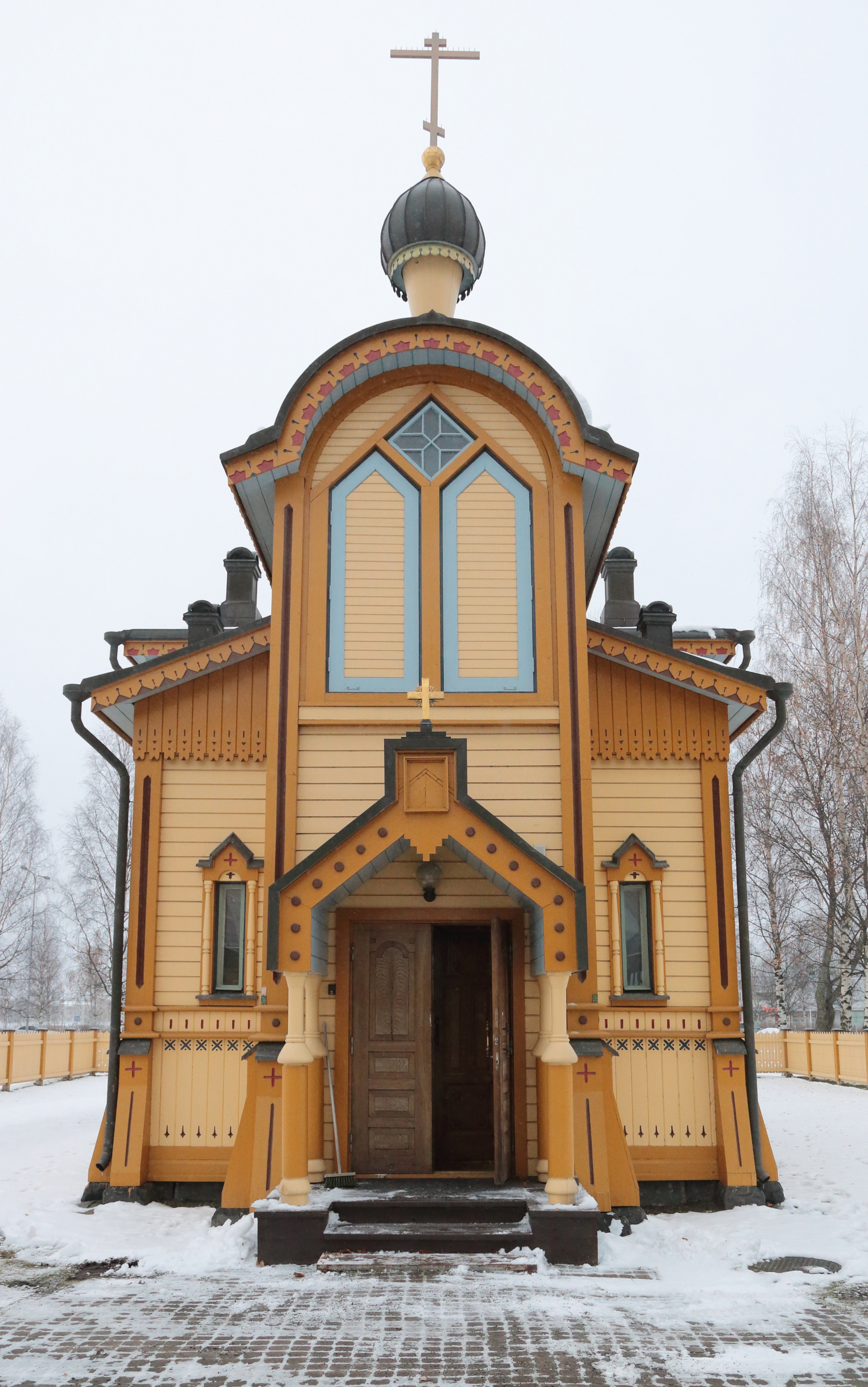
Portalen
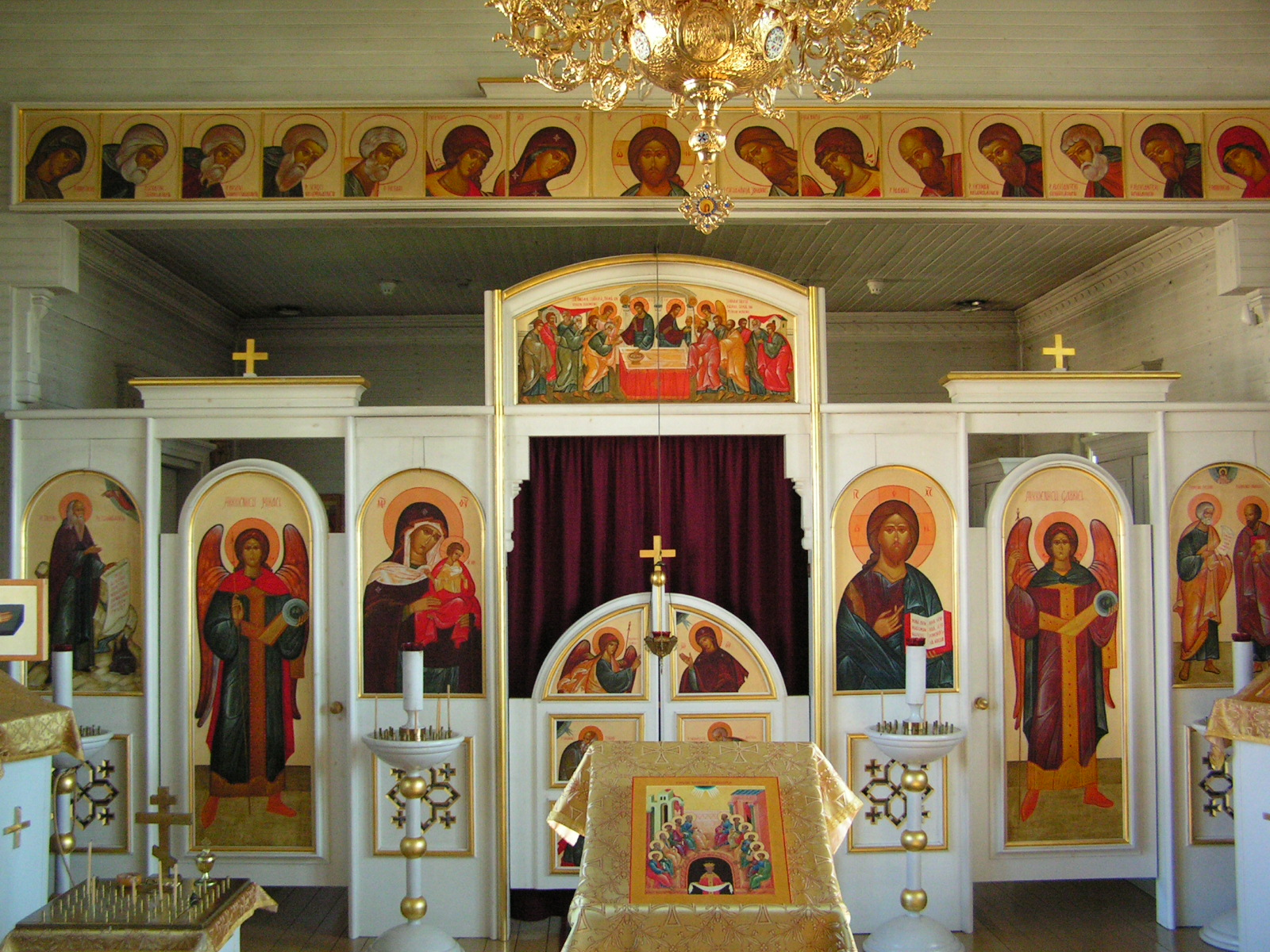
Kyrkans interiör mot ikonostasen.

### Allmänna källor
- Tornion ortodoksinen kirkko – Ortodoksi.net
- Tornion ortodoksinen kirkko - HaparandaTornio
- Tornio (ort.) | Tietoja Suomen seurakunnista (genealogia.fi)
- Tornion ortodoksinen kirkko sai uuden maalipinnan - kirkon paikkaakin harkittiin siirrettäväksi | Lapin Kansa